# Ministerio de Asuntos Exteriores (Japón)
El Ministerio de Asuntos Exteriores de Japón (en japonés: 外務省, romanizado: Gaimu-shō) es el ministerio encargado de planificar, dirigir, organizar, controlar e informar sobre la política exterior de Japón. 
La creación de este ministerio se debe al artículo tercero de la Ley Nacional de Derecho de la Organización. Según esta ley, su jefe es un ministro del gabinete, y "su misión es la de aspirar a una mejora de los beneficios de Japón y los japoneses, contribuyendo al mantenimiento pacífico y seguro de la sociedad internacional, y a través de una activa y verdadera intención, tanto para ampliar el buen ambiente internacional y mantener y desarrollar relaciones armónicas extranjeras."

## Formulación de políticas públicas, relacionadas con los asuntos exteriores
Bajo la Constitución de 1947, el  gabinete ejerce la responsabilidad primaria para la realización de Asuntos Exteriores, sujeto a la supervisión general de la Dieta Nacional. El El primer ministro tiene la obligación de presentar informes periódicos sobre las relaciones exteriores a la Dieta, a las cámaras alta y baja, donde cada uno tiene un comisión de asuntos exteriores. Cada Comité, informa sobre sus deliberaciones a las sesiones plenarias de la Cámara a la que pertenece. Comités ad hoc se forman de vez en cuando, para examinar situaciones especiales. 
Los miembros de la Dieta tiene el derecho a plantear sugerencias a la política exterior, denominado interpelaciones al Ministro de Asuntos Exteriores y el primer ministro. Tratados con países extranjeros requieren la ratificación por la Dieta. Como jefe de Estado, el emperador realiza la función ceremonial de la recepción de los enviados extranjeros y sanciona los tratados internacionales ratificados por la Dieta.
Como el jefe del Ejecutivo y constitucionalmente la figura dominante en el sistema político, el primer ministro tiene la última palabra en las principales decisiones de política exterior. El ministro de Relaciones Exteriores, un alto miembro del gabinete, actúa como principal asesor del primer ministro en materia de planificación y ejecución. El ministro es asistido por dos viceministros: uno encargado de la administración, que estaba en el ápice del Ministerio de Asuntos Exteriores de la estructura como funcionario de carrera superior, y el otro a cargo de enlace político con la dieta. Otros puestos clave en el ministerio de incluir a los miembros de la Secretaría del ministerio, que tiene divisiones manejo de la emigración consulares, las comunicaciones, y las funciones de intercambio cultural, y los directores de las oficinas de distintas regiones y funcional en el ministerio.
El Ministerio de Asuntos Exteriores del personal incluye un cuerpo de élite de carrera del servicio exterior, contratados sobre la base de un concurso y, posteriormente, entrenado por el Instituto de Capacitación, del Ministerio de Asuntos Exteriores. El manejo de asuntos específicas de política exterior se divide entre las agencias regionales y funcionales para minimizar la superposición y la competencia. En general, los asuntos bilaterales se asignan a las oficinas regionales, y los problemas multilaterales a las oficinas funcionales. La Oficina de Tratados, con sus amplias responsabilidades, tienden a involucrarse en todo el espectro de asuntos relacionados con los tratados internacionales, mientras que la Oficina de Análisis de Información, Investigación y Planificación se dedica a la investigación política integral y coordinada y de planificación.
El servicio diplomático de la era Meiji antes de la Segunda Guerra Mundial fue un privilegio de los estratos sociales superiores. Además de los títulos, importantes requisitos de admisión antes de la guerra fueron el origen social adecuada, conexiones familiares, y la graduación de la Universidad Imperial de Tokio (la actual Universidad de Tokio). Después de la Segunda Guerra Mundial, estos requisitos se han cambiado como parte de las medidas de la reforma democrática, pero el servicio exterior sigue siendo una carrera de gran prestigio. La mayoría de funcionarios de carrera del servicio exterior había pasado la posguerra Superior del Servicio Exterior de examen antes de entrar en el servicio. Muchos de estos estudiantes graduados exitosos eran graduados de la Facultad de Derecho de la prestigiosa Universidad de Tokio. Casi todos los nombramientos de embajadores desde 1950 se han realizado entre los diplomáticos veteranos.
La diplomacia en el Japón de la posguerra no fue un monopolio del Ministerio de Asuntos Exteriores. Dada la primordial importancia de los factores económicos en las relaciones exteriores, el ministerio colaboró estrechamente con el Ministerio de Hacienda en materia de aduanas, aranceles, las finanzas internacionales, y la ayuda extranjera, el Ministerio de Comercio Internacional e Industria (MITI) sobre las exportaciones y las importaciones, y con el Ministerio de Agricultura, Silvicultura y Pesca sobre los asuntos de importaciones agrícolas y los derechos de pesca. El Ministerio de Relaciones Exteriores también consultó a otros organismos, como la Agencia de Defensa, la Comisión de Comercio Justo, la Banco de Exportación e Importación de Japón, la Organización Japonesa de Comercio Exterior (JETRO), el Fondo Exterior de Cooperación Económica, y la Agencia Exterior de Cooperación Técnica.
La importancia vital de los Asuntos Exteriores se amplió a contribuir prácticamente todos los aspectos de la vida nacional en Japón de la posguerra, y la multiplicidad de organismos que intervienen en las relaciones exteriores sigue siendo una fuente de confusión y la ineficiencia en la formulación de la política exterior. Sin embargo, como la generación de posguerra de los líderes y los políticos comenzaron a asumir un mayor papel en la toma de decisiones gubernamentales y en las actitudes del público sobre cuestiones de política exterior madurado, hay indicios de que las relaciones exteriores se están llevando a cabo sobre la base de un consenso más estable.

## Organización del Ministerio de Asuntos Exteriores
Está compuesto, aparte del Ministro de Asuntos Exteriores de Japón por los siguientes organismos:
- Secretaría del Ministro.
- Jefe de Protocolo.
- Secretaría de las Reuniones APEC de Japón.
- Secretario de Prensa / Director General de Prensa y Relaciones Públicas.
- División de Diplomacia Pública.
- Departamento de Política Exterior.
- Departamento de No Proliferación y Desarme de Armas.
- Departamento de Asuntos Exteriores de Asia y Oceanía.
- Departamento de Asuntos Exteriores del Sudeste y Sudoeste de Asia.
- Departamento de Asuntos Exteriores de América del Norte.
- Departamento de Asuntos Exteriores de América Latina y el Caribe.
- Departamento de Asuntos Exteriores de Europa
- Departamento de Asuntos Exteriores del Oriente Medio y África.
- Dirección General Adjunta de Asuntos del África Subsahariana.
- Dirección de Comercio Exterior.
- Oficina de Cooperación Internacional
- Dirección General de Asuntos Globales.
- Oficina de Derecho Internacional.
- Departamento de Asuntos Consulares.
- Servicio de Inteligencia y Análisis.
- Instituto de Capacitación Diplomática, del Ministerio de Asuntos Exteriores.